# 兩西西里的瑪麗亞·卡羅琳娜公主
瑪麗·卡罗琳·费迪南达·路易丝（法語：Marie Caroline Ferdinande Louise，1798年11月5日—1870年4月17日），是兩西西里王國公主。她是两西西里国王弗朗切斯科一世和首任妻子瑪麗亞·克莱曼丁娜女大公的独生女兒。
她三岁时丧母，父亲再娶西班牙公主并育有十二名孩子。1816年，瑪麗·卡罗琳和法国的貝里公爵夏爾-斐迪南结婚。丈夫是法国大革命中被处决的路易十六的侄子，查理十世的儿子。
两人婚后居于巴黎爱丽舍宫。她育有四名孩子，但只有两个孩子活到成年。她的儿子亨利是法王路易十五最后一位合法男嗣，是名遺腹子。因此，亨利也被称为「奇迹般的孩子」。
1830年，法国爆发七月革命并推翻了查理十世。瑪麗·卡罗琳一家和其他王室成員自此流亡到苏格兰爱丁堡。